# The Hodges Brothers
The Hodges Brothers waren eine US-amerikanische Country- und Rockabilly-Gruppe.

## Geschichte
Die Brüder, bestehend aus Felix (* 1923), Ralph (* 1927) und James Hodges (* 1932), lernten die Instrumente weitestgehend in der Familie. Ihr Debüt machten sie 1951 bei den Trumpet Records in Jackson, Mississippi als Bluegrass-Musiker. 1956 machten sie bei den Mississippi Records, einem kleinen Sub-Label der Starday Records, Rockabilly-Aufnahmen, wo ihr bekanntester Titel I’m Gonna Rock Some Too entstand. Währenddessen traten sie regelmäßig bei dem Radiosender WAPF in McComb auf. Begleitet wurden sie dabei immer von dem Bassisten John White. Ralph Hodges spielte bei den Whispering Pines Records und Decca Records ebenfalls Platten ein. 1960 spielten die Hodges Brothers noch einmal bei den Arhoolie Records Platten ein, die im WAPF-Studio aufgenommen wurden. Arhoolie veröffentlichte diese Aufnahmen 2003 auf einer CD. Felix und Ralph Hodges erlebten dies nicht mehr, sie starben 1979 und 1976.

## Diskografie
| Jahr      | Titel                                               | Plattenfirma             |
| --------- | --------------------------------------------------- | ------------------------ |
| 1951      | ? /?                                                | Trumpet Records          |
| 1956      | I’m Gonna Rock Some Too / Because I Loved You So    | Mississippi Records      |
| unbekannt | Searching My Dreams for You / I Dream of Loving You | Whispering Pines Records |